# La Boissière-d’Ans
La Boissière-d’Ans ist eine Ortschaft und eine ehemalige französische Gemeinde mit 225 Einwohnern (Stand: 1. Januar 2022) im Département Dordogne in der Region Nouvelle-Aquitaine. Sie gehörte zum Arrondissement Nontron und zum Kanton Isle-Loue-Auvézère.
Mit Wirkung vom 1. Januar 2017 wurden die früheren Gemeinden La Boissière-d’Ans, Saint-Pantaly-d’Ans und Cubjac zu einer Commune nouvelle namens Cubjac-Auvézère-Val d’Ans zusammengelegt. Die ehemaligen Gemeinden verfügen in der neuen Gemeinde über den Status einer Commune déléguée. Der Verwaltungssitz befindet sich im Ort Cubjac.

## Geografie
Durch La Boissière-d’Ans fließt ein Bach namens Blâme.
Nachbarorte sind Savignac-les-Églises im Nordwesten, Mayac im Norden, Saint-Pantaly-d’Ans im Osten, Brouchaud im Süden und Cubjac im Westen.
Die Gemeinde umfasste neben der Hauptsiedlung auch die Weiler Le Barge, Barsac, Bos de Mayac, Les Bouyges, Les Bouyjou, Les Brouillets, La Cerise, Le Coderc, Courouyas, La Croix de l’Oratoire, La Crouzille, La Forge d’Ans, La Graule, Grattelouve, La Guillaumette, Lac Blanc, Laussinotte, Le Peyvra, La Peysonnie, Le Pied du Coq, Pigerou, Pompougnac, Puy Harnier und Les Rebières.

## Bevölkerungsentwicklung
| Jahr      | 1962 | 1968 | 1975 | 1982 | 1990 | 1999 | 2008 | 2015 |
| --------- | ---- | ---- | ---- | ---- | ---- | ---- | ---- | ---- |
| Einwohner | 224  | 192  | 185  | 202  | 227  | 218  | 237  | 220  |

## Sehenswürdigkeiten
- Château d’Ans
- Château des Brouillets
- Cascade du Blâme
- romanisch-gotische Kirche Saint-Martin

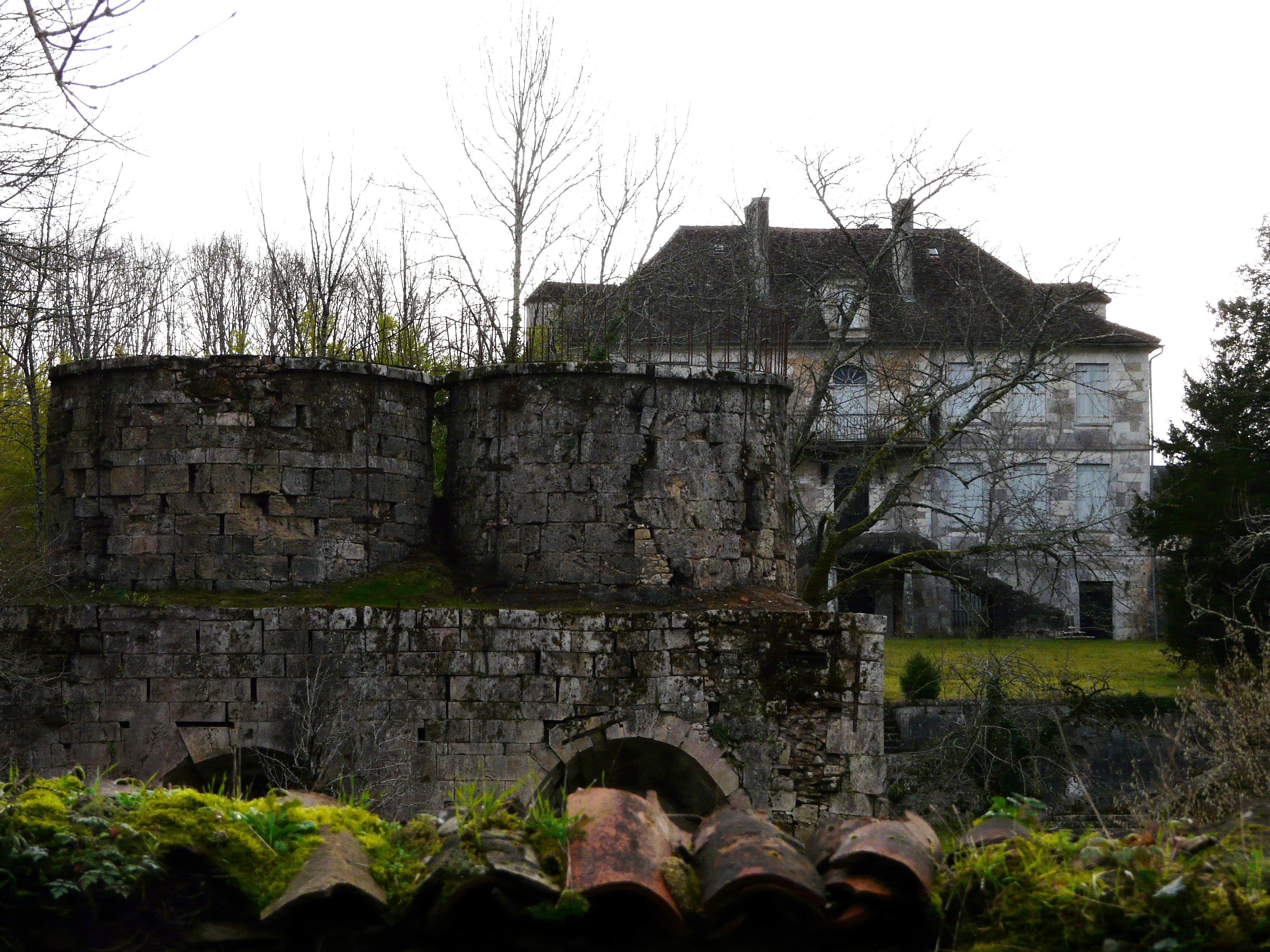
Château d’Ans
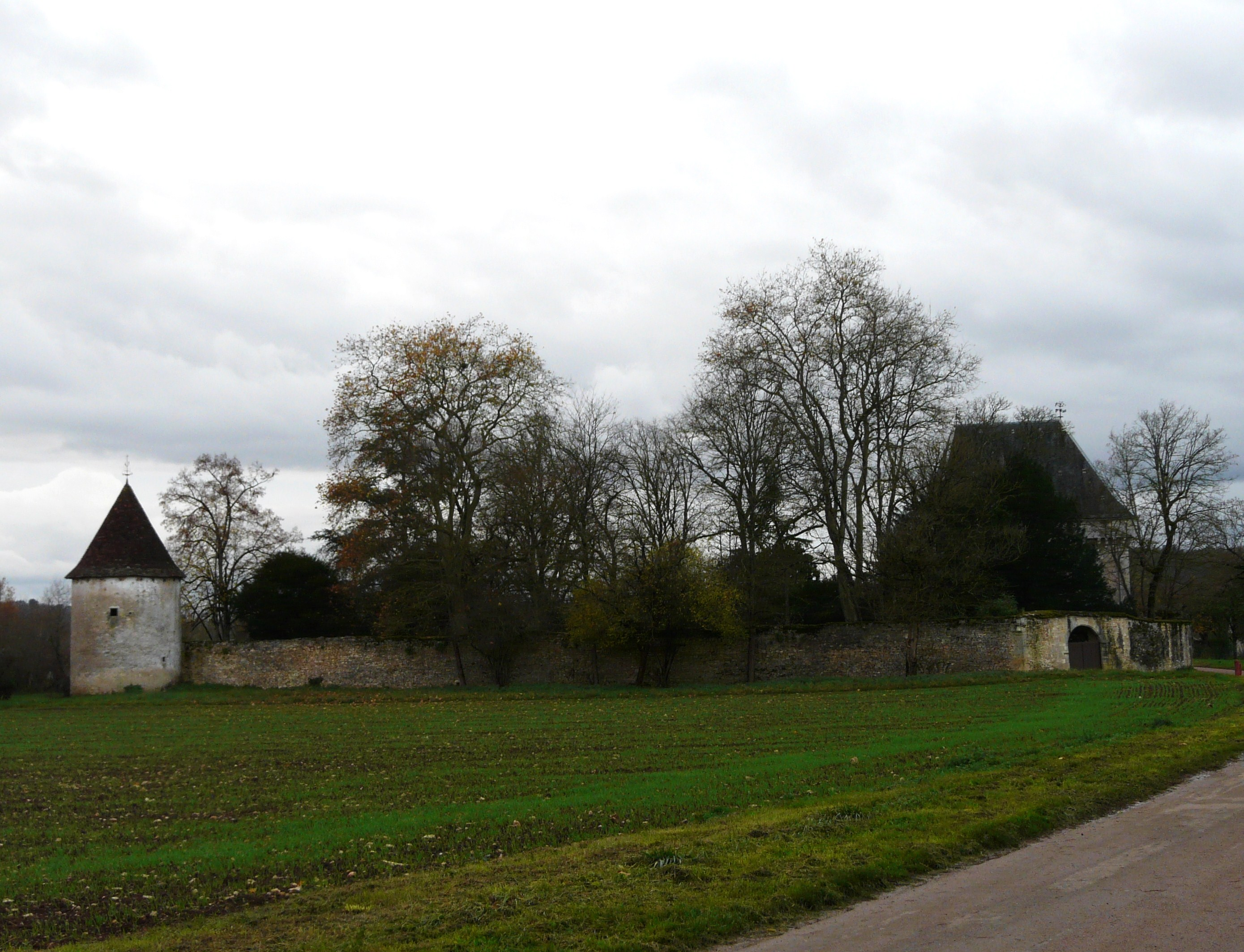
Château des Brouillets
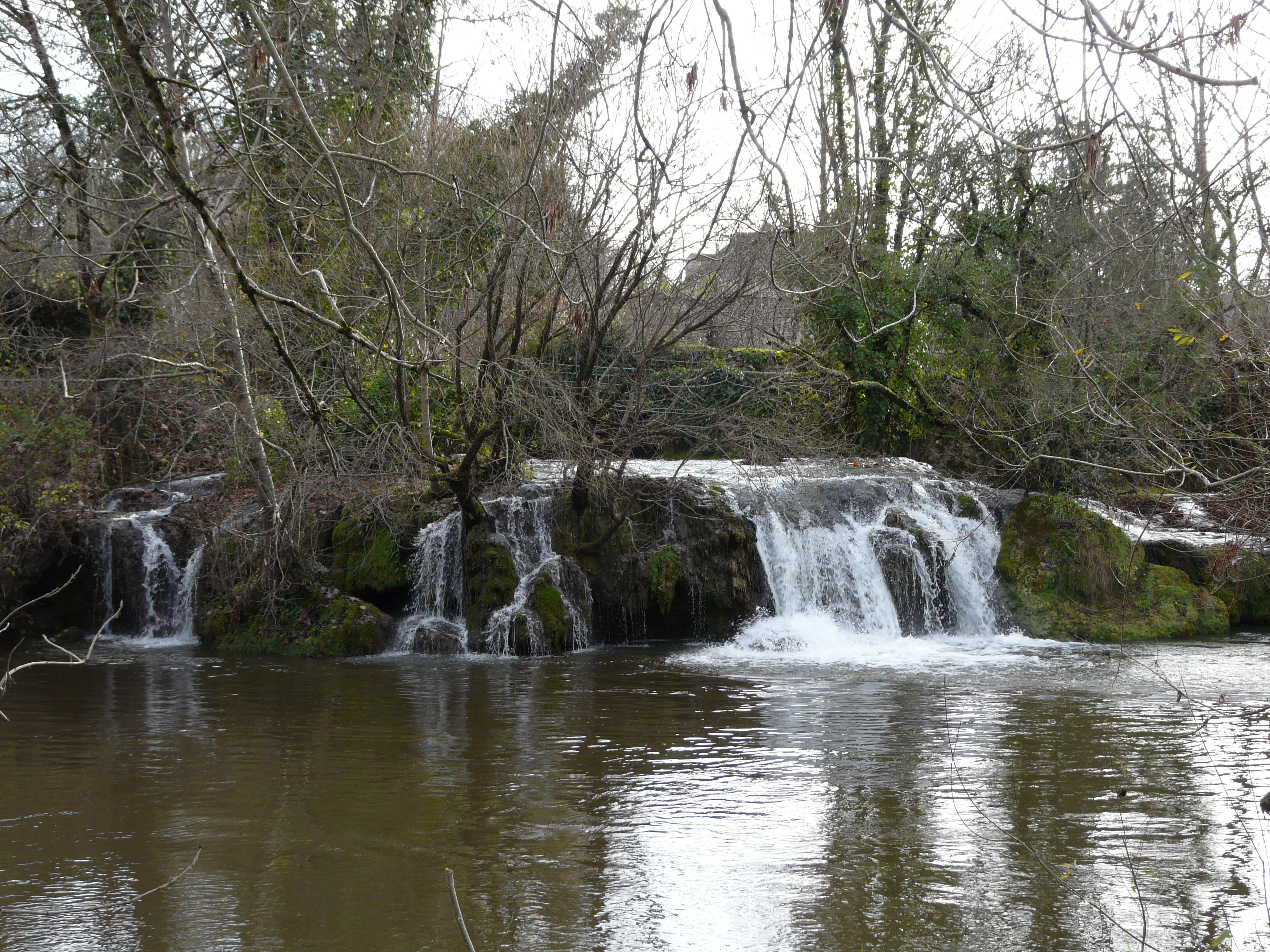
Cascade du Blâme
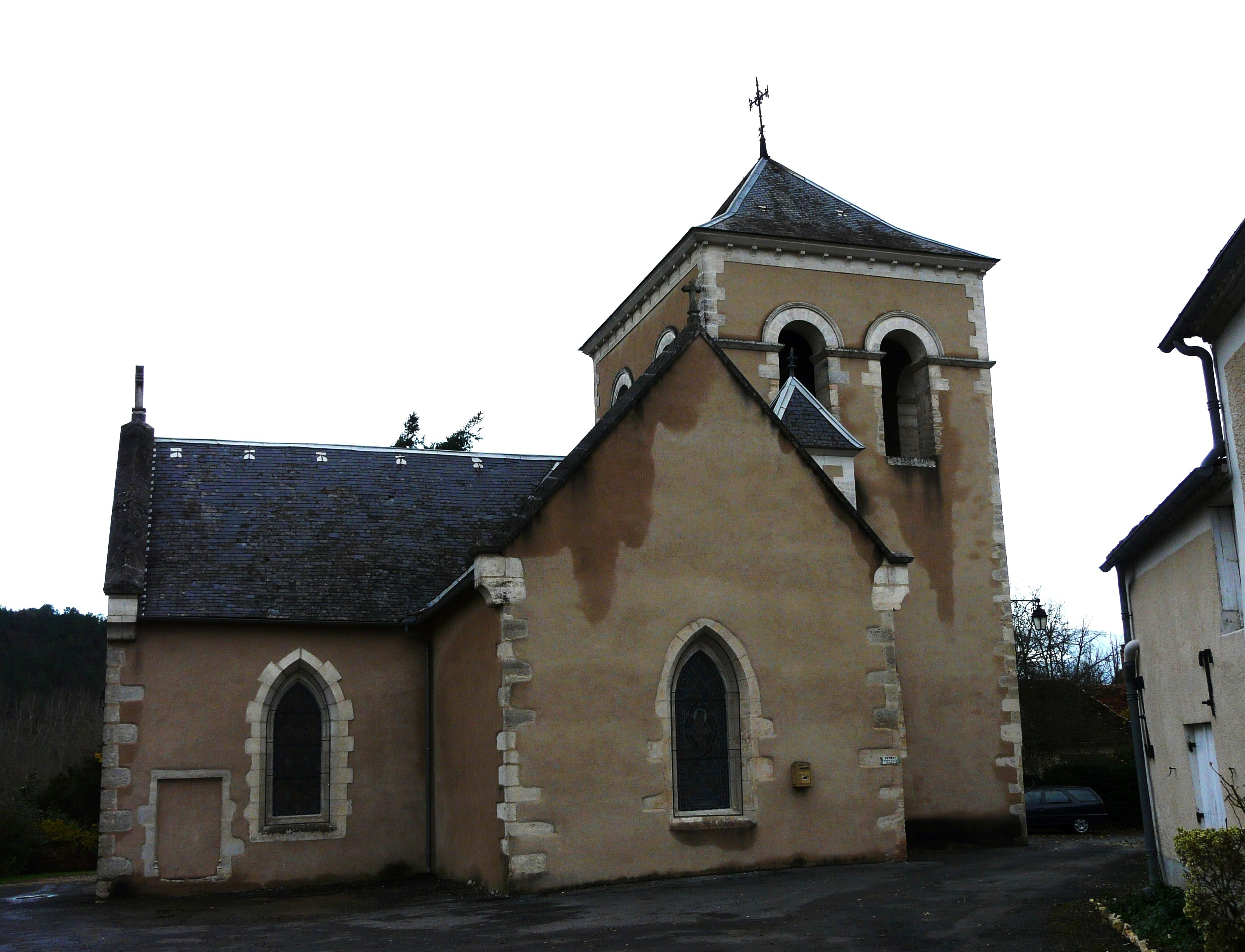
Kirche Saint-Martin